# Ligne Nagano
Ne doit pas être confondu avec Ligne Kintetsu Nagano ou Ligne Shinkansen Nagano.
La ligne Nagano (長野線, Nagano-sen) est une ligne ferroviaire exploitée par la compagnie Nagaden, située dans la préfecture de Nagano au Japon. Elle relie la gare de Nagano à Nagano à la gare de Yudanaka à Yamanouchi.

## Histoire
La ligne ouvre en 1923 entre Suzaka et Shinshū-Nakano. Elle est prolongée par étape jusqu'en 1928.

## Caractéristiques

### Ligne
- longueur : 33,2 km
- écartement des voies : 1 067 mm
- Nombre de voies :
  - Double voie de Nagano et Shinano-Yoshida
  - Voie unique de Shinano-Yoshida à Yudanaka
- électrification : 1 500 V CC
- vitesse maximale : 90 km/h

### Services et interconnexions
La ligne est parcourue par des trains omnibus et des trains express (services Snow Monkey et Yukemuri).

### Liste des gares
| Numéro | Gare             | Nom japonais | Distance depuis Nagano (km) | Correspondances                                                                 | Localisation |
| ------ | ---------------- | ------------ | --------------------------- | ------------------------------------------------------------------------------- | ------------ |
| N1     | Nagano           | 長野         | 0                           | JR East : Shinkansen Hokuriku, Shin'etsu, Iiyama Shinano Railway : Kita-Shinano | Nagano       |
| N2     | Shiyakushomae    | 市役所前     | 0,4                         |                                                                                 | Nagano       |
| N3     | Gondō            | 権堂         | 1,0                         |                                                                                 | Nagano       |
| N4     | Zenkōjishita     | 善光寺下     | 1,6                         |                                                                                 | Nagano       |
| N5     | Hongō            | 本郷         | 2,7                         |                                                                                 | Nagano       |
| N6     | Kirihara         | 桐原         | 3,6                         |                                                                                 | Nagano       |
| N7     | Shinano-Yoshida  | 信濃吉田     | 4,3                         | Shinano Railway : Kita-Shinano (à Kita-Nagano)                                  | Nagano       |
| N8     | Asahi (ja)       | 朝陽         | 6,3                         |                                                                                 | Nagano       |
| N9     | Fuzokuchūgakumae | 附属中学前   | 7,0                         |                                                                                 | Nagano       |
| N10    | Yanagihara       | 柳原         | 8,0                         |                                                                                 | Nagano       |
| N11    | Murayama         | 村山         | 10,0                        |                                                                                 | Suzaka       |
| N12    | Hino             | 日野         | 11,0                        |                                                                                 | Suzaka       |
| N13    | Suzaka           | 須坂         | 12,5                        |                                                                                 | Suzaka       |
| N14    | Kitasuzaka       | 北須坂       | 15,0                        |                                                                                 | Suzaka       |
| N15    | Obuse            | 小布施       | 17,5                        |                                                                                 | Obuse        |
| N16    | Tsusumi          | 都住         | 18,6                        |                                                                                 | Obuse        |
| N17    | Sakurasawa       | 桜沢         | 21,3                        |                                                                                 | Nakano       |
| N18    | Entoku           | 延徳         | 23,3                        |                                                                                 | Nakano       |
| N19    | Shinshū-Nakano   | 信州中野     | 25,6                        |                                                                                 | Nakano       |
| N20    | Nakano-Matsukawa | 中野松川     | 27,0                        |                                                                                 | Nakano       |
| N21    | Shinano-Takehara | 信濃竹原     | 29,3                        |                                                                                 | Nakano       |
| N22    | Yomase           | 夜間瀬       | 30,4                        |                                                                                 | Yamanouchi   |
| N23    | Kamijō           | 上条         | 31,8                        |                                                                                 | Yamanouchi   |
| N24    | Yudanaka         | 湯田中       | 33,2                        |                                                                                 | Yamanouchi   |

## Materiel roulant

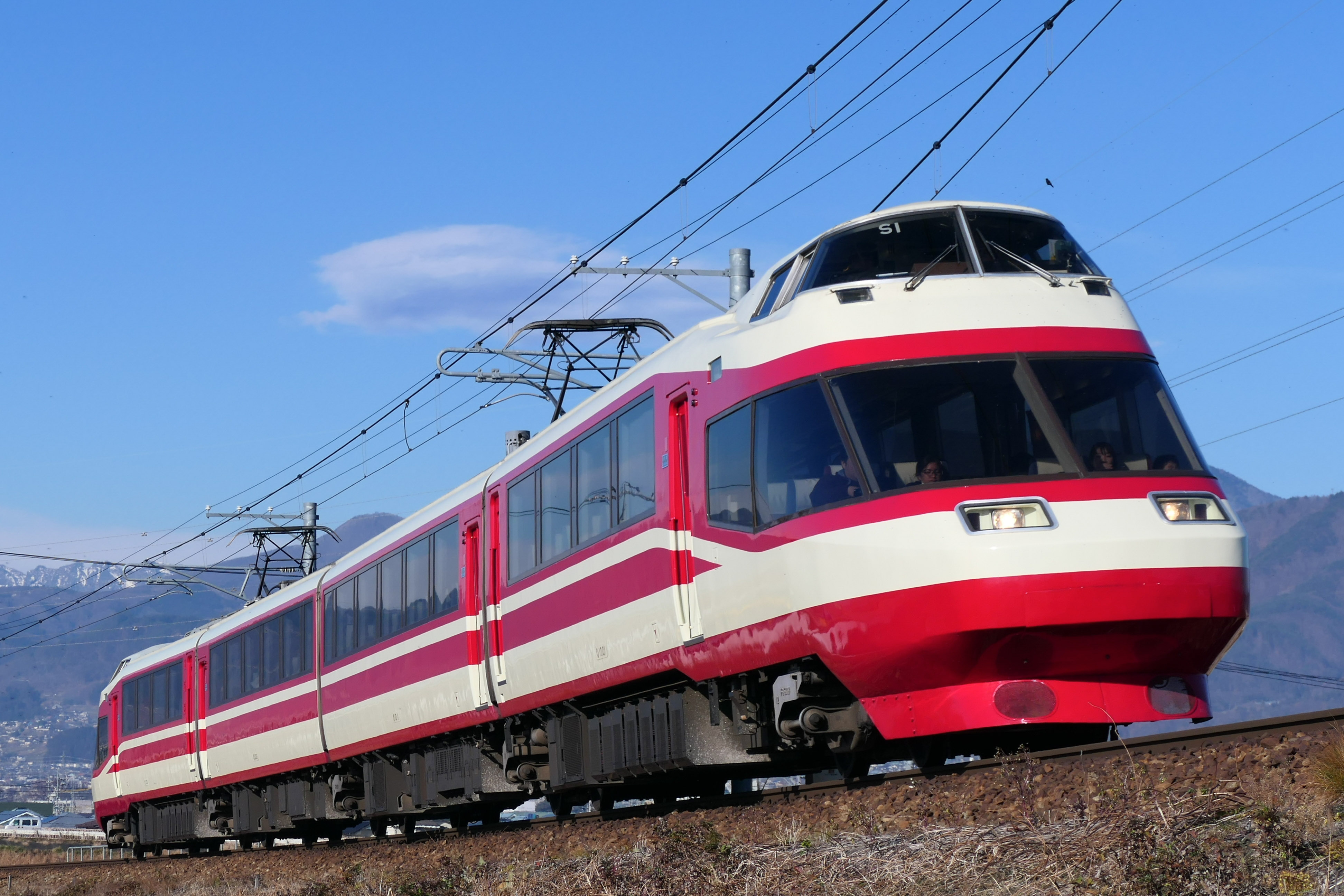
Série 1000 Yukemuri
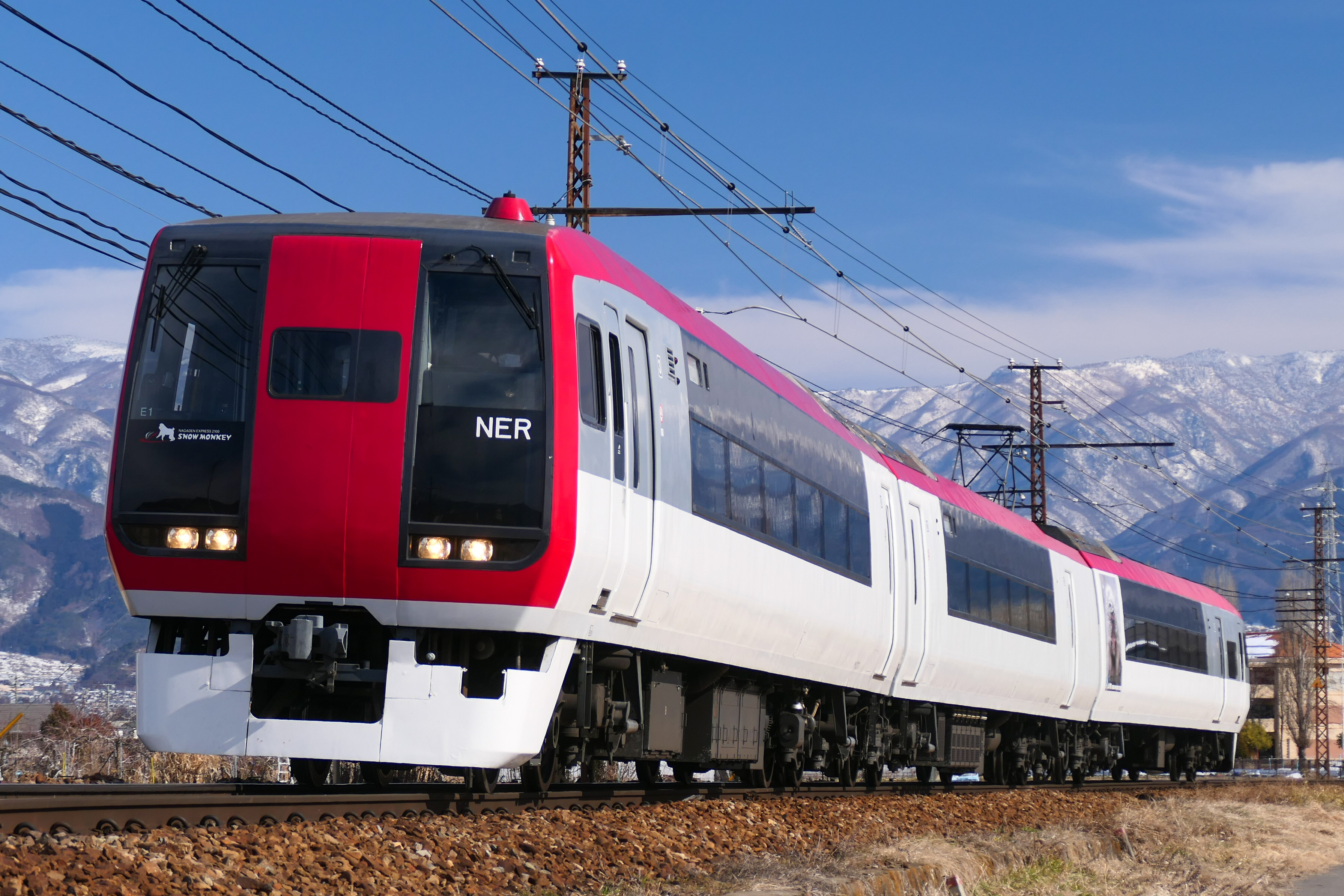
Série 2100 Snow Monkey
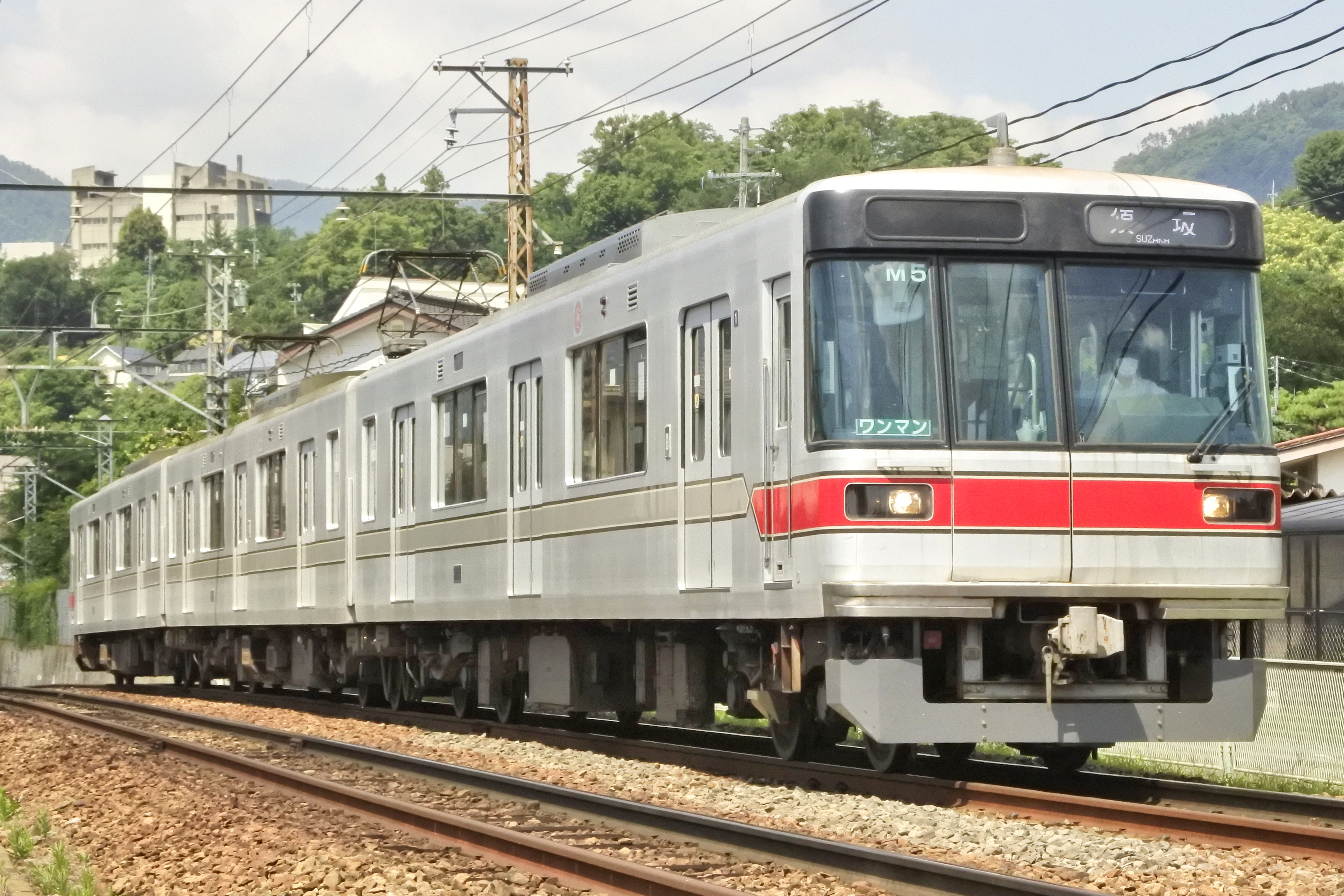
Série 3000
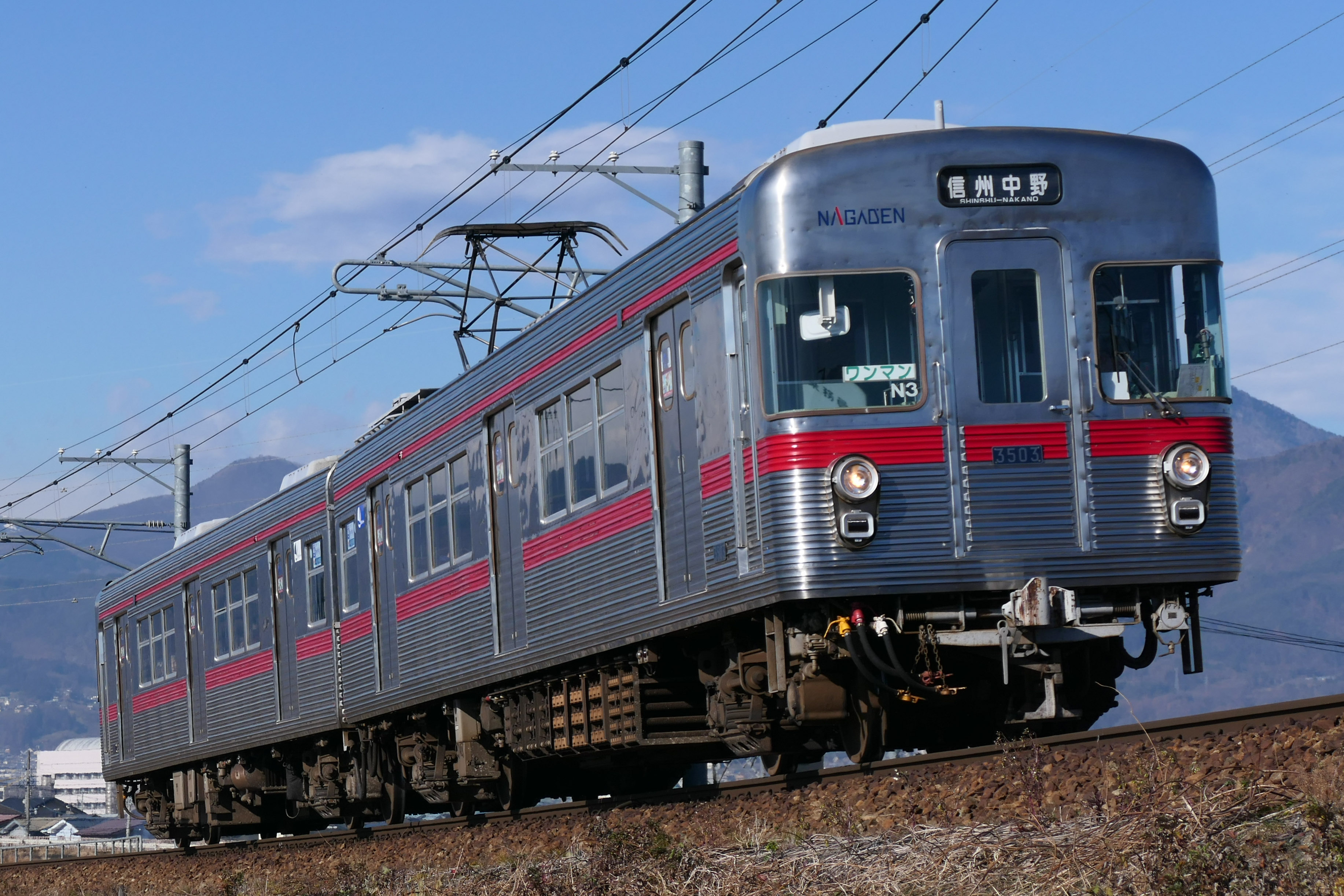
Série 3500
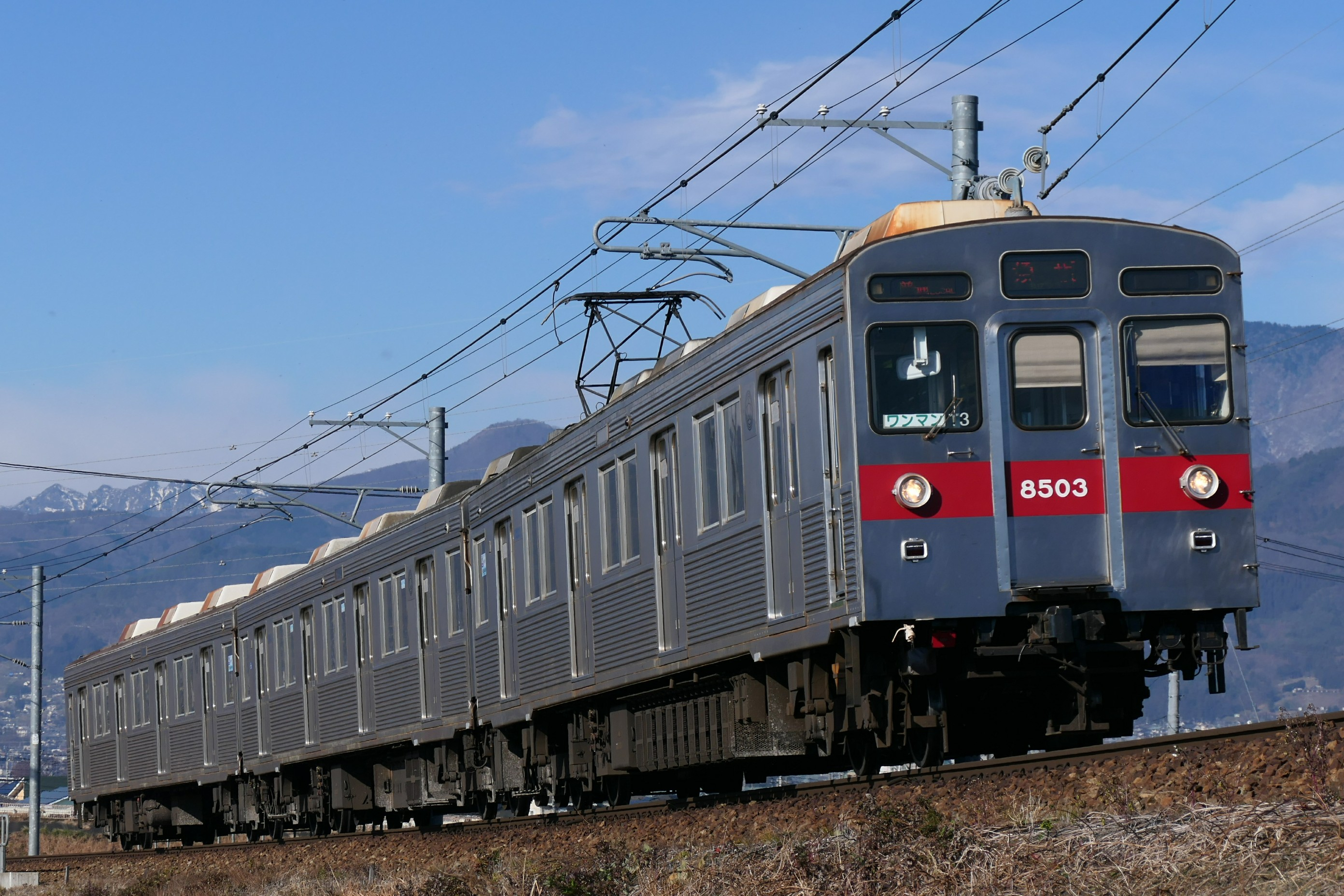
Série 8500